# Мікесаса (комуна)
Мікесаса (рум. Micăsasa) — комуна у повіті Сібіу в Румунії. До складу комуни входять такі села (дані про населення за 2002 рік):
- Велень (12 осіб)
- Кеслер (110 осіб)
- Мікесаса (1532 особи) — адміністративний центр комуни
- Цапу (772 особи)

Комуна розташована на відстані 240 км на північний захід від Бухареста, 33 км на північ від Сібіу, 86 км на південний схід від Клуж-Напоки, 125 км на північний захід від Брашова.

## Населення
За даними перепису населення 2002 року у комуні проживали 2426 осіб.
Національний склад населення комуни:
| Національність | Кількість осіб | Відсоток |
| -------------- | -------------- | -------- |
| румуни         | 2231           | 92,0%    |
| угорці         | 134            | 5,5%     |
| цигани         | 38             | 1,6%     |
| німці          | 23             | 0,9%     |

Рідною мовою назвали:
| Мова      | Кількість осіб | Відсоток |
| --------- | -------------- | -------- |
| румунська | 2265           | 93,4%    |
| угорська  | 102            | 4,2%     |
| циганська | 37             | 1,5%     |
| німецька  | 22             | 0,9%     |

Склад населення комуни за віросповіданням:
| Релігія                                       | Кількість осіб | Відсоток |
| --------------------------------------------- | -------------- | -------- |
| православні                                   | 2034           | 83,8%    |
| греко-католики                                | 184            | 7,6%     |
| реформати                                     | 77             | 3,2%     |
| римо-католики                                 | 51             | 2,1%     |
| бретрени                                      | 36             | 1,5%     |
| лютерани (Синодально-пресвітеріанська церква) | 25             | 1,0%     |
| п'ятдесятники                                 | 8              | 0,3%     |
| унітарії                                      | 6              | 0,2%     |
| баптисти                                      | 2              | 0,1%     |
| лютерани                                      | 2              | 0,1%     |
| не вказали релігію                            | 1              | < 0,1%   |